# Um Young-sup
Um Young-sup (koreanisch 엄 영섭; * 10. Juli 1964) ist ein ehemaliger südkoreanischer Radrennfahrer.

## Sportliche Laufbahn
Um Young-sup (auch Eom Yeong-Seop) war im Bahnradsport aktiv und Teilnehmer der Olympischen Sommerspiele 1988 in Seoul. Im 1000-Meter-Zeitfahren belegte er beim Sieg von Alexander Kiritschenko den 15. Platz. Im Sprint schied er im Vorlauf gegen Lutz Heßlich aus.